# 集体所有制企业
集体所有制企业，即中华人民共和国法律中的乡村集体所有制企业、城镇集体所有制企业，是中华人民共和国的一种特殊的公有制企业形式。此类企业的名下资产归发起该集体所有制企业的劳动群众集体或农民集体所有。
集体所有制企业遵循《中华人民共和国乡村集体所有制企业条例》、《中华人民共和国城镇集体所有制企业条例》的规定，实施厂长负责制，设立职工（代表）大会。乡村集体所有制企业的厂长由乡、村的农民大会、农民代表会议或代表全体农民的集体经济组织决定，而城镇集体所有制企业的厂长、副厂长由职工大会或职工代表大会选举、罢免、聘用。城镇中的文教、卫生、科研等集体所有制事业单位（如集体所有制研究所、疾病防治所等），其事务参照城镇集体所有制企业办理；城镇供销合作社则不参照城镇集体所有制企业管理。 
著名的集体所有制企业有海尔集团公司（原青岛电冰箱总厂）、万向集团公司（原宁围公社农机修配厂）等。